# Festung von Gyangzê

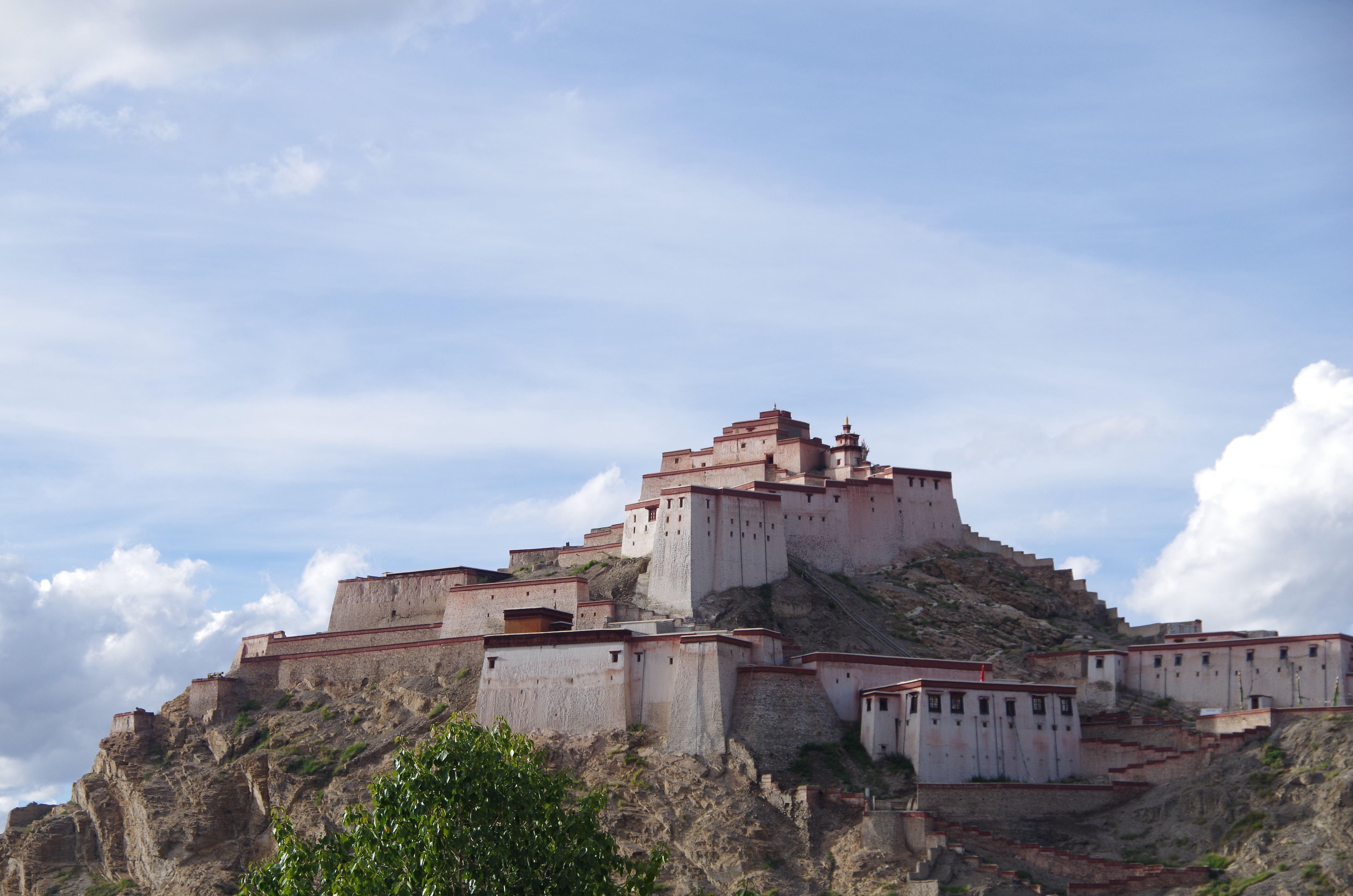
Festung Gyangzê (2015)

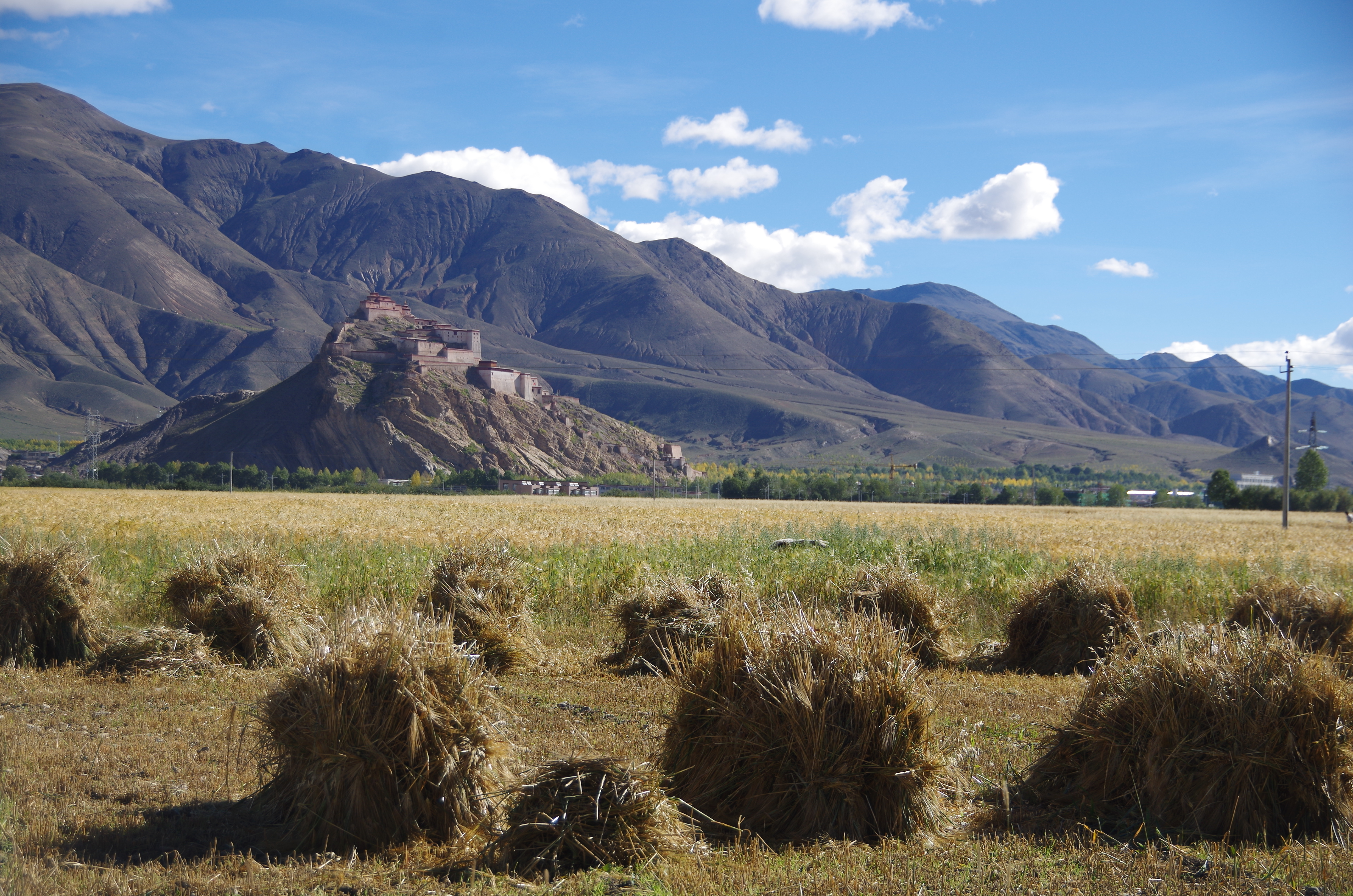
Die Festung in der Umgebung des Nyang Chu Tals

Die Festung von Gyangzê, in China bekannt unter dem Namen „Ruine der Verteidigung gegen die britischen Aggressoren am Zongshan-Berg“ bzw. „Ruine der Festung zum Widerstand gegen die britischen Aggressoren am Zongshan-Berg“ (江孜宗山抗英遗址,  Jiāngzī Zōngshān kàng yīng yízhǐ), im Kreis Gyangzê ist ein altes Fort auf dem Festungsberg (chin. Zongshan 宗山) in der Großgemeinde Gyangzê, Regierungsbezirk Xigazê des Autonomen Gebiets Tibet der Volksrepublik China.
Die Bergfestung geht auf das 9. Jahrhundert zurück. Im 14. Jahrhundert wurde unweit der Festung das Kloster Pelkhor (auch: Pelkor, Palcho etc.; Tibetisch: dpal 'khor) gebaut. 

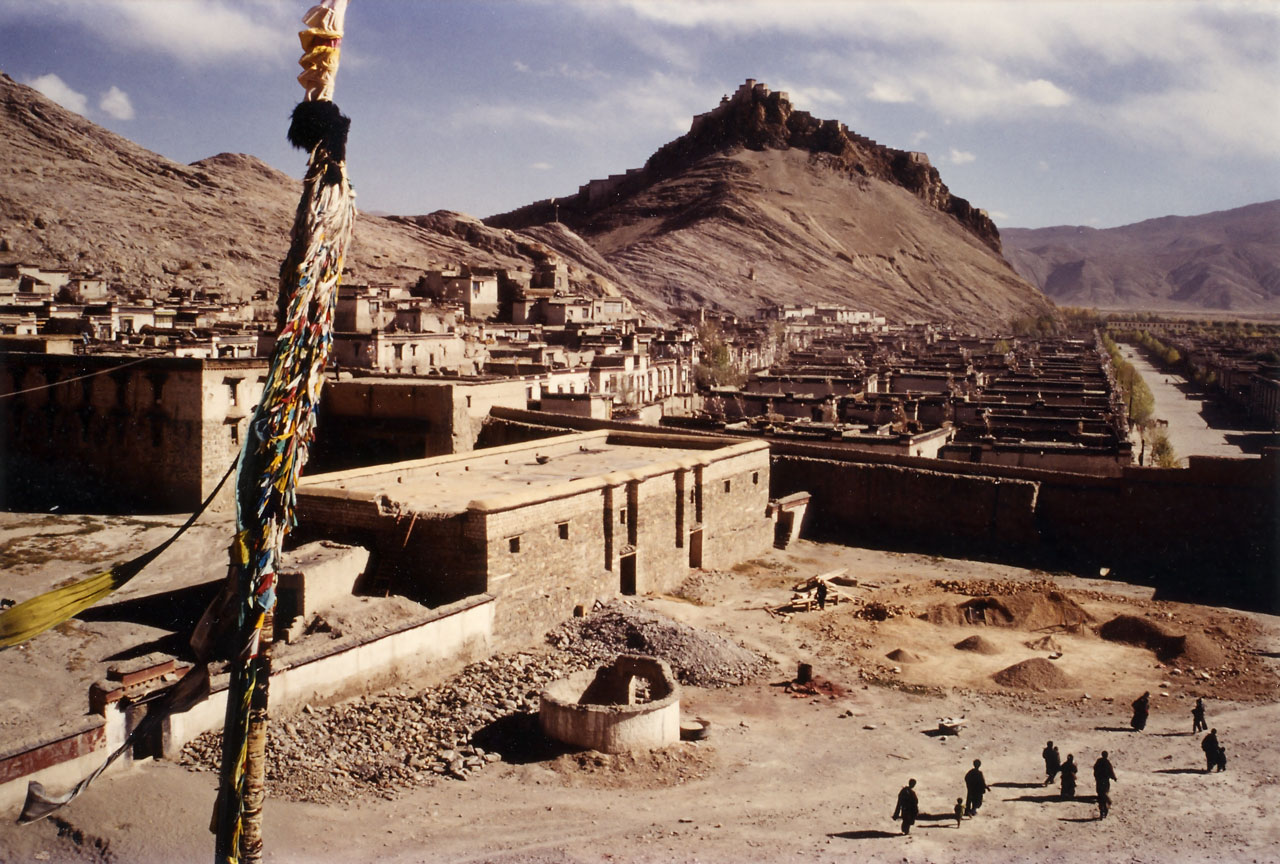
Festung von Gyangzê (1994)

Die Klosterfestung wurde im Jahr 1904 bekannt als Verteidigungsanlage gegen den britischen Angriff im Britischen Tibetfeldzug unter Colonel Sir Francis Younghusband, dessen Belagerung sie nicht standhalten konnte. Sie steht seit 1961 auf der Liste der Denkmäler der Volksrepublik China (1-5).